# Me vs. Myself
Me vs. Myself è il quarto album in studio del rapper statunitense A Boogie wit da Hoodie, pubblicato nel 2022.

## Tracce
1. Food for Thought – 2:54
2. B.R.O. (Better Ride Out) (featuring Roddy Ricch) – 2:58
3. Take Shots (featuring Tory Lanez) – 4:41
4. Water (Drowning Pt. 2) (featuring Kodak Black) – 3:26
5. Money Conversations – 3:11
6. Turn Off the Radio – 3:05
7. Last Time (featuring G Herbo) – 2:59
8. I Need It – 3:36
9. Ballin – 2:56
10. Emotions – 3:00
11. Bounce Back – 3:01
12. Come Here – 3:54
13. Damn Homie (featuring Lil Durk) – 3:08
14. Friends with Benefits – 2:09
15. Chanelly (with Don Q) – 2:28
16. February – 2:34
17. Regular – 3:04
18. Soul Snatcher – 2:50
19. 24 Hours (featuring Lil Durk) – 3:25
20. Man in the Mirror – 3:35
21. Back It Up – 3:15
22. Playa (featuring H.E.R.) – 2:38

Traccia Bonus - Edizione Deluxe
1. Needed That (with PnB Rock) – 3:26